# Sérgio Reis (álbum de 1973)
Sérgio Reis, também conhecido como O Menino da Gaita é o terceiro álbum de estúdio do cantor brasileiro Sérgio Reis, lançado em vinil no ano de 1973 pela RCA. Este disco marca o início da transição do artista para a música sertaneja, após o fim do movimento cultural e artístico da Jovem Guarda no final dos anos 60. A influência de Luiz Gonzaga permanece neste álbum e se mantém no estilo que ele mantém deste então.
Diferente de seus álbuns anteriores que abordavam apenas questões românticas e joviais em suas letras, Sérgio Reis mescla a temática amorosa com canções sobre a vida caipira e religião. O disco foi um grande sucesso e um marco para o sertanejo, graças a sucessos como "O Menino da Gaita" (versão em língua portuguesa de El Chico de la Armonica, originalmente por Fernando Arbex) e "O Menino da Porteira", de Teddy Vieira e Luizinho, que se tornou um grande clássico na voz de Sérgio.
A produção do disco foi assinada por Tony Campelo, cantor e produtor musical brasileiro que já trabalhou anteriormente com o artista.

## Antecedentes, desenvolvimento e sucesso
Antes de Sérgio Reis, o artista já havia gravado diversos compactos sob o pseudônimo de Johnny Johnson e dois álbuns de estúdio com influências da Jovem Guarda. Coração de Papel, o primeiro disco de Sérgio lançado no ano de 1967, foi muito bem sucedido. A faixa que dá título ao álbum foi um grande sucesso e tornou-se um dos maiores clássicos do artista, sendo apresentada até os dias de hoje nos shows dele. Porém, o cantor não experimentou o mesmo sucesso com o sucessor Anjo Triste, de 1969. O fraco desempenho do projeto se deu pela decadência do movimento da Jovem Guarda, que começou a perder força depois que Roberto Carlos deixou o programa de auditório de mesmo nome no final de 1968 e não demorou até que o movimento desaparecesse totalmente após o ocorrido.
O nome de Sérgio Reis voltou a ficar em evidência em 1972, quando voltou ao topo das paradas com "O Menino da Gaita", versão que compôs para "El Chico de la Armonica" de Fernando Arbex. Com o bom desempenho da canção, o artista se apresentou no programa Globo de Ouro da TV Globo. Se dedicou com mais intensidade ao repertório sertanejo ao fazer um show na cidade mineira de Tupaciguara, em 1973, quando observou um conjunto local que subiu ao palco depois de sua apresentação, animando vivamente a plateia ao som de "O Menino da Porteira". A partir do show seguinte, Sérgio incluiu "O Menino da Porteira" e "João de Barro" (de Teddy Vieira e Cesar Cury) em seu repertório.
Ainda no mesmo ano, gravou a sua versão de "O Menino da Porteira", que se tornou um grande clássico em sua voz. Além desta faixa e o "Menino da Gaita", que ficaram muito conhecidas no Brasil, Reis fez muito sucesso no México, na Argentina e no Paraguai com sua composição própria "Eu Sei que Vai Chegar a Hora".

## Lista de faixas
| Lado A         |                                               |                             |         |  |
| N.º            | Título                                        | Compositor(es)              | Duração |  |
| 1.             | "Eu Sei que Vai Chegar a Hora"                | Sérgio Reis                 | 2:41    |  |
| 2.             | "De que Vale a Vida Sem Amor"                 | Clayton                     | 2:25    |  |
| 3.             | "Jesus Para Todos os Jovens"                  | Fernando Reis, Sidérius     | 3:17    |  |
| 4.             | "A Minha Vida Mudou"                          | Sérgio Reis                 | 2:42    |  |
| 5.             | "Se Ela Voltar"                               | Jean Pierre, Marcelo Duran  | 2:30    |  |
| 6.             | "O Menino da Gaita (El Chico de La Armonica)" | Fernando Arbex, Sérgio Reis | 4:15    |  |
| Duração total: | Duração total:                                | Duração total:              | 17:50   |  |

| Lado B         |                            |                            |         |  |
| N.º            | Título                     | Compositor(es)             | Duração |  |
| 7.             | "O Menino da Porteira"     | Teddy Vieira, Luizinho     | 3:21    |  |
| 8.             | "Esqueça que Fugi"         | Sérgio Reis                | 3:08    |  |
| 9.             | "Nada Irá Nos Separar"     | Sérgio Reis                | 2:45    |  |
| 10.            | "Não Vou Perdoar"          | Sérgio Reis                | 1:34    |  |
| 11.            | "Não Sou Daqui, Nem de Lá" | Facundo Cabral, Tony Perez | 2:26    |  |
| 12.            | "Addio, Amore Addio"       | Benelli, Bavini            | 3:17    |  |
| Duração total: | Duração total:             | Duração total:             | 16:31   |  |

## Legado
O disco Sérgio Reis é considerado um marco para a música sertaneja e para a carreira do cantor. A canção "O Menino da Porteira" inspirou a produção de um longa-metragem brasileiro de mesmo nome, que foi lançado em 1976 e trouxe Sérgio Reis como o protagonista Diogo. O longa foi mais tarde regravado em 2009, desta vez com o cantor Daniel como personagem principal.